# Günter Netzer
Günter Teo Netzer, född 14 september 1944 i Mönchengladbach, är en tysk före detta professionell fotbollsspelare (mittfältare) och expertkommentator i TV. Netzer var en av stjärnorna i det västtyska landslag som vann EM 1972.

## Biografi
Günter Netzer slog igenom i Borussia Mönchengladbach när laget gick upp i Bundesliga och snabbt etablerade sig som ett av Västtysklands bästa lag med en offensiv fotboll under ledning av tränaren Hennes Weisweiler. Netzer var mittfältsstrategen i laget med tröjnumret 10 och blev känd för sina öppnande passningar. Netzer spelade med bland andra Berti Vogts, Jupp Heynckes och Herbert Wimmer i Mönchengladbach och landslaget.
Netzer hade stora framgångar i Borussia Mönchengladbach, bland annat två Bundesligasegrar och en seger i tyska cupen 1973. Cupfinalen 1973 har blivit klassisk då Netzer bytte in sig själv i förlängningen och avgjorde cupfinalen mot FC Köln genom ett volleymål. Kort innan studsade bollen på marken. Det rönte stor uppmärksamhet när Netzer senare gick över till spanska Real Madrid. 
Netzer debuterade i landslaget 1965 men det dröjde fram till EM-turneringen med start i EM-kvalet 1970 tills Netzer fick sitt genombrott i landslaget. I den stora konkurrenten Wolfgang Overaths frånvaro blev Netzer centralpunkt på det tyska mittfältet och nyckelspelare när Västtyskland vann EM-guld 1972. Bland de stora matcherna hör segern mot England i EM-kvartsfinalen på Wembley med 3–1 med Netzer som en av målskyttarna. Han blev för många en idol med sitt långa hår, sportbil och modekläder.
Han var även med i VM-truppen 1974 men spelade bara en match under turneringen. Totalt spelade Netzer 37 landskamper mellan 1965 och 1975 och gjorde på dessa 6 mål. 
Efter den aktiva karriären arbetade Netzer som manager i Hamburger SV och var mycket framgångsrik. Hamburg vann det tyska mästerskapet för första gången på 19 år och etablerade sig som topplag i Bundesliga. 1983 vann Hamburg Europacupen för mästarlag. Han på 1990-talet populär som expertkommentator på tysk TV och var aktiv i Tysklands VM 2006-kampanj. Han satt även med i det konsortium som innehar TV-rättigheterna till VM i fotboll 2006.

## Meriter
- 38 A-landskamper/6 mål (1965-1975)
- VM i fotboll: 1974
  - Världsmästare 1974
- EM i fotboll: 1972
  - Europamästare 1972
- Tysk mästare 1970, 1971
- Tysk cupmästare 1973
- Årets tyska spelare 1972, 1973
- Spansk mästare 1975, 1976
- Spansk cupmästare 1974, 1975